# Czobanidzi
Czobanidzi (pers. Čūpānīān) – dynastia wywodząca się z mongolskiego klanu Suldus, który zasłynął w XIV-wiecznej Persji. Początkowo jej członkowie służyli u Ilchanidów, po upadku Ilchanatu de facto przejęli kontrolę nad terytorium Persji. 
Dynastia panowała w latach 1335–1357 na terenach środkowo-zachodniej Persji, obecnego Azerbejdżanu, Arranu, częściowej Azji mniejszej i Mezopotamii.